# Argel (ort i Armenien)
Argel är en ort i Armenien.   Den ligger i provinsen Kotajk, i den centrala delen av landet, 23 kilometer norr om huvudstaden Jerevan. Argel ligger 1 438 meter över havet och antalet invånare är 2 528.
Terrängen runt Argel är huvudsakligen kuperad, men åt sydväst är den platt. Argel ligger nere i en dal. Runt Argel är det ganska tätbefolkat, med 149 invånare per kvadratkilometer.. Närmaste större samhälle är Hrazdan, 19,3 kilometer nordost om Argel. 
Trakten runt Argel består i huvudsak av gräsmarker.